# 太平彝族苗族乡
太平彝族苗族乡是中华人民共和国贵州省毕节市金沙县下辖的一个民族乡。

## 行政区划
太平彝族苗族乡下辖以下村级行政区划单位：
太平村、环路村、箐门村、新安村和抬石村。